# Saut en hauteur masculin aux Jeux olympiques de 1908
Pour un article plus général, voir Athlétisme aux Jeux olympiques de 1908.
Navigation
Saint Louis 1904 Stockholm 1912
L'épreuve du saut en hauteur masculin aux Jeux olympiques de 1908 s'est déroulée le 21 juillet 1908 au White City Stadium de Londres, au Royaume-Uni. Elle est remportée par l'Américain Harry Porter.